# یونگ‌مودو
یونگ‌مودو (کره‌ای: 용무도) (به انگلیسی: Yongmudo) یک هنر رزمی ترکیبی مدرن کره‌ای است که ترکیبی از تکنیک‌های مختلف تکواندو، هاپکیدو، جودو و سیرئوم و بوکس و کشتی در آن به کار می‌رود.

## پیشینه
یونگ‌مودو در دانشگاه یونگ‌این شکل گرفت و از سال ۱۹۵۳ به عنوان یک هنر دفاع شخصی در این دانشگاه انجام می‌شود. کالج هنرهای رزمی دانشگاه یونگ‌این به‌طور رسمی ایجاد رشته جدیدی را در ۱۵ اکتبر ۱۹۹۸ به عنوان یونگ مودو اعلام کرد.
باشگاه دفاع شخصی یونگ مودو در سال ۱۹۷۴ و فدراسیون جهانی یونگ مودو در سال ۱۹۹۹ تأسیس شد.
نورمن لینک معتقد است که یونگ مودو «تا حدی به این دلیل شکل گرفت که تکواندو به یک ورزش رزمی خیره‌کننده تبدیل شد و ویژگی‌های دیگر مانند دفاع شخصی را از دست داد.»

## ریشه‌شناسی
اصطلاح یونگ‌مودو برگرفته از کلمه Hankido است که در سال ۱۹۷۶ در کره ایجاد شد. این کلمه سپس به Kukmodo تغییر یافت و سپس به Yongmoodo تغییر یافت. یونگ مودو از سه هجا تشکیل شده‌است: 1. YONG به معنی اژدها است. 2 MU یا MOO به معنای رزمی است که به جنگ یا نبرد و نبرد از جمله جنبه‌های دفاعی و استراتژیک، جسمی، روحی و فیزیولوژی اشاره دارد. 3 DO به معنای راهی برای آموزش و شیوه زندگی است و شامل فلسفه و توانایی یادگیری از طبیعت، زندگی و مبارزه با طبیعت است.

## ویژگی‌ها
یونگ‌مودو از تکنیک‌های مختلف و پویا از هنرهای رزمی مانند تکواندو، جودو و اسیروم استفاده می‌کند و مبتنی بر آموزش‌های جسمی، روانی، معنوی و ذهنی و نیز دانش علمی معاصر است. یونگ‌مودو با تأکید بر آموزش، تمرین و فلسفۀ هنرهای رزمی توسعه یافت. این یک سیستم آموزش دفاع شخصی است که بیش‌تر تکنیک‌های عملی چندین ورزش رزمی سنتی کره و همچنین سایر رشته‌های مرتبط را با هم ترکیب می‌کند. تکنیک‌های اصلی یونگمودو شامل تکنیک‌های تهاجمی و دفاعی، پرتاب کردن، برخورد و زمین‌زدن از جودو، ضربه محکم و ضرب و شتم از کشتی، ضربه زدن، هل دادن، رانش، مشت و انسداد از تکواندو، کومدو و کرکی و قفل مشترک از هاپکیدو است.

## در ایران
کیوان دهناد بنیان‌گذار و رئیس یونگ‌مودوی ایران است.
این سبک در سال ۱۳۹۲ مجوز فعالیت گرفت و در سال ۱۳۹۳ در وزارت ورزش ثبت رسمی شد.

### مسابقات جهانی
| مسابقات                                          | ورزشکار       | مدال | سرمربی      |
| ------------------------------------------------ | ------------- | ---- | ----------- |
| مسابقات جهانی هنرهای رزمی (۲۰۱۶)                 | امیر شیخ‌حسینی | طلا  | کیوان دهناد |
| مسابقات جهانی هنرهای رزمی (۲۰۱۶)                 | رضا گودری     | برنز | کیوان دهناد |
| مسابقات جهانی هنرهای رزمی (۲۰۱۹)                 | آریا شیخ‌حسینی | طلا  | کیوان دهناد |
| مسابقات جهانی هنرهای رزمی (۲۰۱۹)                 | رضا گودری     | برنز | کیوان دهناد |
| مسابقات بین‌المللی فدراسیون جهانی یونگ‌مودو (۲۰۱۶) | امیر شیخ‌حسینی | طلا  | کیوان دهناد |
| مسابقات بین‌المللی فدراسیون جهانی یونگ‌مودو (۲۰۱۶) | رضا گودری     | نقره | کیوان دهناد |